# Cyanotis tuberosa
Cyanotis tuberosa är en himmelsblomsväxtart som först beskrevs av William Roxburgh, och fick sitt nu gällande namn av Schult. och Julius Hermann Schultes. Cyanotis tuberosa ingår i släktet Cyanotis och familjen himmelsblomsväxter. Inga underarter finns listade.

## Bildgalleri

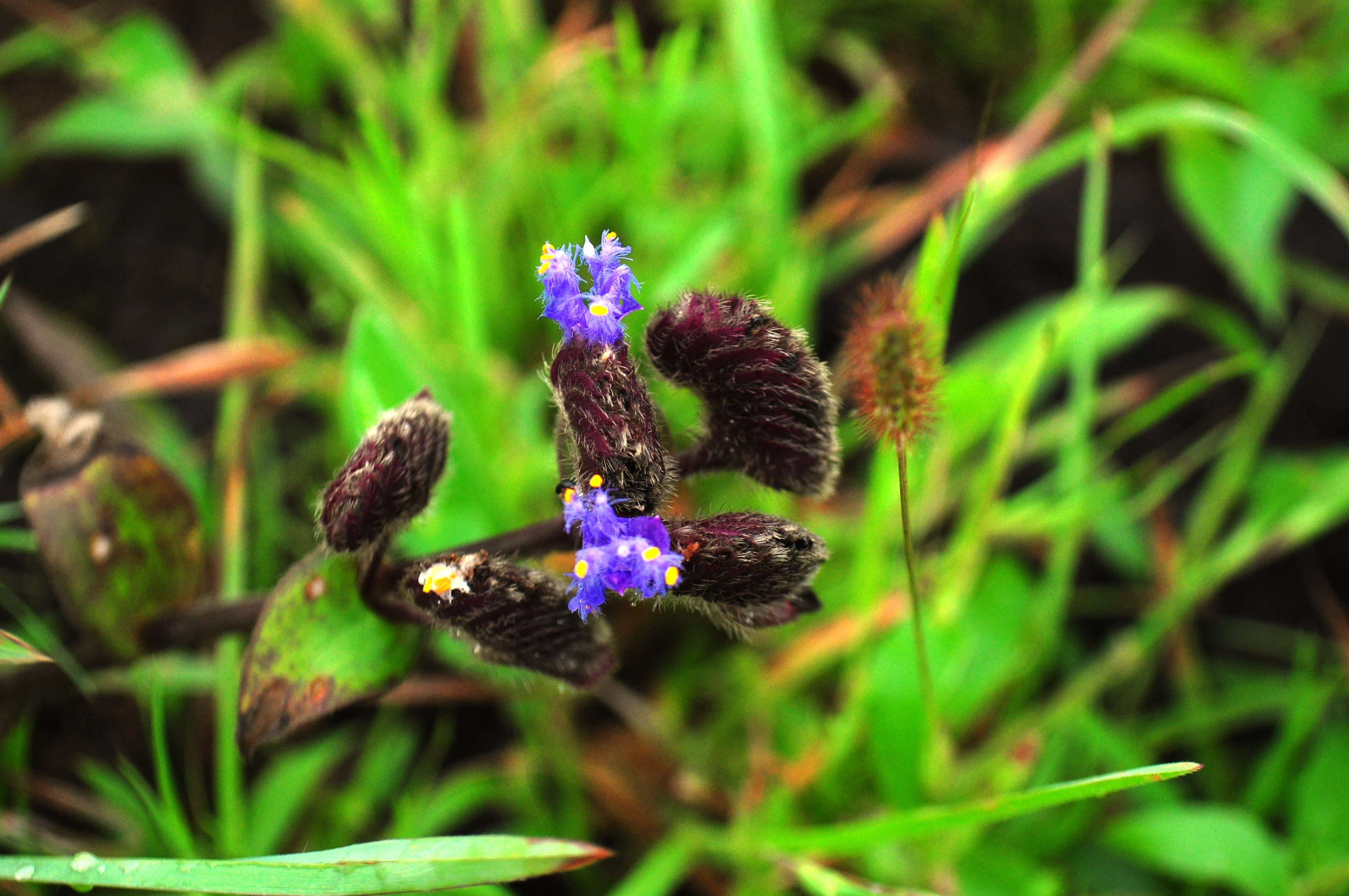